# Miopithecus ogouensis
El talapoin norteño (Miopithecus ogouensis) es una especie de primate catarrino de la familia Cercopithecidae de pequeño tamaño que s encuentra en la zona ripariana de Camerún, Guinea Ecuatorial, Gabón, República Centroafricana, el oeste de la República del Congo y el norte de Angola. A diferencia del Talapoin sureño, el norteño tiene orejas y la piel de la cara color carne, y no negra.

## Taxonomía
Aunque se sabe más de este mono que de su pariente sureño, y son especies reconocidas distintas desde 1969,
el Talapoin norteño permaneció sin nombre hasta 1997. Kingdon señaló que el nombre binominal que se usa actualmente, donde el nombre específico es una referencia al Río Ogooué, es un nomen nudum.
Sin embargo, también se dice que su descripción es válida según las reglas del ICZN,
ya que proporciona una ilustración, una descripción, y específicamente dijo que el nombre estaba pensado para una nueva especie.